# Spermacoce lagurus
Spermacoce lagurus är en måreväxtart som först beskrevs av Spencer Le Marchant Moore, och fick sitt nu gällande namn av Rafaël Herman Anna Govaerts. Spermacoce lagurus ingår i släktet Spermacoce och familjen måreväxter. Inga underarter finns listade i Catalogue of Life.